# The Orville/Episodenliste
Diese Episodenliste enthält alle Episoden der US-amerikanische Science-Fiction-Fernsehserie The Orville, sortiert nach der US-amerikanischen Erstausstrahlung. Die Fernsehserie umfasst derzeit drei Staffeln mit 36 Episoden.

## Übersicht
| Staffel | Episodenanzahl | Erstausstrahlung USA | Erstausstrahlung USA | Deutschsprachige Erstausstrahlung | Deutschsprachige Erstausstrahlung |
| Staffel | Episodenanzahl | Staffelpremiere      | Staffelfinale        | Staffelpremiere                   | Staffelfinale                     |
| ------- | -------------- | -------------------- | -------------------- | --------------------------------- | --------------------------------- |
| 1       | 12             | 10. September 2017   | 7. Dezember 2017     | 27. Februar 2018                  | 8. Mai 2018                       |
| 2       | 14             | 30. Dezember 2018    | 25. April 2019       | 17. Juni 2019                     | 16. September 2019                |
| 3       | 10             | 2. Juni 2022         | 4. August 2022       | 2. Januar 2023                    | 13. März 2023                     |

## Staffel 1
Die Erstausstrahlung der ersten Staffel war vom 10. September bis zum 7. Dezember 2017 auf dem US-amerikanischen Fernsehsender Fox zu sehen. Die deutschsprachige Erstausstrahlung sendete der deutsche Free-TV-Sender ProSieben vom 27. Februar bis zum 8. Mai 2018.
| Nr. (ges.) | Nr. (St.) | Deutscher Titel          | Originaltitel              | Erstausstrahlung USA | Deutschsprachige Erstausstrahlung (D) | Regie                 | Drehbuch                       | Zuschauer (USA) |
| --- | --------- | ------------------------ | -------------------------- | -------------------- | ------------------------------------- | --------------------- | ------------------------------ | --------------- |
| 1 | 1         | Pilotfolge – Alte Wunden | Old Wounds                 | 10. Sep. 2017        | 27. Feb. 2018                         | Jon Favreau           | Seth MacFarlane                | 8,558 Mio.      |
| Ein Jahr, nachdem sich Ed Mercer von seiner Frau Kelly Grayson getrennt hat, wird ihm diese auf seiner ersten Mission als erster Offizier zugeteilt. Er will sie zuerst so schnell wie möglich wieder loswerden. Die Orville soll einer Forschungsstation den angeforderten Nachschub überbringen. Doch die Anforderung war nur ein Vorwand. Tatsächlich haben die Wissenschaftler ein Gerät entwickelt, das die Zeit beschleunigen kann. Weil es auch als Waffe eingesetzt werden kann, sind die feindlichen Krill dahinter her. Sie greifen die Orville an, können diese außer Gefecht setzen und fordern die Herausgabe des Gerätes. Kelly hat die rettende Idee, ihnen das Gerät mit einem angeklebten Mammutbaum-Saatkorn zu übergeben. Bei der Aktivierung wächst der Mammutbaum in Sekundenbruchteilen und zerstört das Raumschiff der Krill. Nach dieser Rettungsaktion bittet Ed seine Ex-Frau, an Bord der Orville zu bleiben. |           |                          |                            |                      |                                       |                       |                                |                 |
| 2 | 2         | Sondervorstellung        | Command Performance        | 17. Sep. 2017        | 27. Feb. 2018                         | Robert Duncan McNeill | Seth MacFarlane                | 6,631 Mio.      |
| Die Orville trifft auf eine Raumstation, die angeblich gerade von den Krill angegriffen wurde und auf der sich vermeintlich Eds Eltern aufhalten. Ed und Kelly wollen sie besuchen. Das Kommando übernimmt inzwischen die Sicherheitsoffizierin Alara Kitan, da der 2. Offizier Bortus gerade ein Ei ausbrütet, was 21 Tage benötigt. Als Ed und Kelly plötzlich in einem verbotenen Raumsektor verschwinden, ist Alara zunächst von der übertragenen Aufgabe überfordert. Sie folgt dem Befehl von der Erde, die beiden Verschollenen nicht zu suchen und stattdessen zur Übergabe an ein neues Führungsduo (Captain/1. Offizier) zurückzukehren. Doch auf den Rat der Ärztin Dr. Claire Finn hörend, entscheidet sie sich anders und sucht weiter nach ihren beiden Kollegen. Die werden von einer außerirdischen Spezies namens Calivon als Ausstellungsstücke eines Weltraumzoos gefangen gehalten. Den Käfig bildet eine Nachbildung ihrer ehemaligen New Yorker Wohnung. Alara gelingt es, sie im Tausch gegen eine Sammlung von Reality-TV-Sendungen auszulösen. |           |                          |                            |                      |                                       |                       |                                |                 |
| 3 | 3         | Planet der Männer        | About a Girl               | 21. Sep. 2017        | 6. März 2018                          | Brannon Braga         | Seth MacFarlane                | 4,053 Mio.      |
| Das ausgebrütete Ei des 2. Offiziers Bortus und seines Lebensgefährten Klyden ist ein Mädchen. Doch weil die Gesellschaft der Moclaner nur aus Männern besteht, ist es bei ihnen üblich, alle neugeborenen Mädchen zu Jungen umzuoperieren. Bortus gelangt jedoch zu der Meinung, dass auch ein Mädchen eine lebenswerte Zukunft haben kann, und verweigert seine Zustimmung zu dem Eingriff. Klyden, der einst selbst aus einem Mädchen umoperiert wurde, besteht jedoch darauf. Daraufhin findet auf Moclus ein Tribunal statt, bei dem Bortus von Kelly (als Rechtsbeistand) vertreten wird. Es gelingt der Mannschaft der Orville, auf Moclus eine Frau ausfindig zu machen, die nicht umoperiert wurde und die sogar zu einem der wichtigsten Schriftsteller auf Moclus wurde – unter dem Pseudonym eines Mannes. Trotz deren Aussage entscheidet das Tribunal, dass die geschlechtswandelnde Operation stattfinden soll, was auch geschieht. |           |                          |                            |                      |                                       |                       |                                |                 |
| 4 | 4         | Verschollen im Weltraum  | If the Stars Should Appear | 28. Sep. 2017        | 13. März 2018                         | James L. Conway       | Seth MacFarlane                | 3,698 Mio.      |
| Die Orville trifft auf ein gigantisches Generationenraumschiff, dessen Inneres eine Ausdehnung von etwa 790 km² hat und eine Biosphäre enthält. Es driftet antriebslos durch das All und würde in einem halben Jahr mit einem Stern kollidieren. Die in der Biosphäre lebenden Menschen kennen die Wahrheit über ihr Schiff nicht und verehren den letzten Raumschiffkommandanten Dorahl als Gott. Von ihrem Anführer Hamelac werden sie in einer diktatorischen Theokratie unterdrückt. Alara wird von Bewaffneten niedergeschossen, Kelly wird verhaftet und brutal verhört. Eds Landungstrupp gelingt es, Alara zu finden und am Leben zu erhalten, sowie Kelly zu befreien. Mit Unterstützung eines jungen Mannes bekommen sie Kontakt zu einer Gruppe Widerständler und finden den Eingang zur Kommandozentrale des fremden Raumschiffs. Indem sie das Dach der Biosphäre öffnen, erkennen die Einheimischen die Wahrheit über ihr Schiff und sollen zukünftig wieder die Kontrolle darüber übernehmen, um die Kollision verhindern zu können. |           |                          |                            |                      |                                       |                       |                                |                 |
| 5 | 5         | Pria                     | Pria                       | 5. Okt. 2017         | 20. März 2018                         | Jonathan Frakes       | Seth MacFarlane                | 3,431 Mio.      |
| Die Orville empfängt einen Notruf und rettet die angebliche Mitarbeiterin eines Bergwerksunternehmens namens Captain Pria Lavesque von einem Kometen unmittelbar vor dessen Zerstörung. Ed verliebt sich in Pria, doch diese ist in Wirklichkeit eine Zeitreisende aus der Zukunft. Ihr Geschäftsmodell besteht darin, Objekte aus der Vergangenheit vor der Zerstörung zu retten, über ein Wurmloch ins 29. Jahrhundert zu überführen und dort zu verkaufen. Sie rettet die Orville vor der Kollision mit Dunkler Materie und übernimmt danach gewaltsam die Kontrolle über das Schiff. Beim Versuch, die Kontrolle zurückzuerlangen, wird Isaac scheinbar getötet. Jenseits des Wurmlochs stellt sich heraus, dass Isaacs Bewusstsein in das Computersystem des Schiffes übergegangen ist und Prias Steuerung deaktivieren konnte. Kelly und Alara können Pria gefangen nehmen, Gordon kann das Schiff ins Jahr 2419 zurückfliegen. Als Ed das Wurmloch durch Beschuss gewaltsam zerstören lässt, löst sich Pria vor seinen Augen in Luft auf. |           |                          |                            |                      |                                       |                       |                                |                 |
| 6 | 6         | Krill                    | Krill                      | 12. Okt. 2017        | 27. März 2018                         | Jon Cassar            | David A. Goodman               | 3,371 Mio.      |
| Als das Krill-Schiff „Karkov“ eine Unions-Kolonie angreift, gelingt es der Orville durch einen Manövriertrick, die „Karkov“ zu vernichten, wobei ein funktionsfähiges Krill-Shuttle übrigbleibt. Ed und Gordon sollen damit die Krill infiltrieren, um den Inhalt von deren heiligem Buch, dem „Ankhana“, auszukundschaften. Denn der Glaube der Krill an ihre Überlegenheit stützt sich auf ihre Religion. Ein mobiler Holo-Emitter gibt Ed und Gordon dabei das Aussehen von Krill. Bei ihrer Mission entdecken die beiden eine neue Neutronenwaffe der Krill, mit der die Unions-Kolonie, auf der 100.000 Menschen leben, vollständig vernichtet werden soll. Obwohl sie eine Möglichkeit finden, mit der sie das gesamte Krill-Schiff zerstören könnten, verzichten sie darauf, als sie entdecken, dass auch Krill-Kinder an Bord sind. Mittels starkem UV-Licht gelingt es ihnen, alle Krill per Sonnenbrand zu töten – außer den Kindern und deren Lehrerin Teleya. |           |                          |                            |                      |                                       |                       |                                |                 |
| 7 | 7         | Mehrheitsprinzip         | Majority Rule              | 26. Okt. 2017        | 3. Apr. 2018                          | Tucker Gates          | Seth MacFarlane                | 4,181 Mio.      |
| Auf der Suche nach zwei Vermissten mischt sich ein Team der Orville unauffällig unter die Bevölkerung von Sargas 4, eines Planeten mit einer ähnlichen Zivilisation wie der Erde im 21. Jahrhundert. Hier ist es möglich, jeden Menschen durch einen Up- und einen Down-Button, den jeder verpflichtet ist zu tragen, positiv oder negativ zu bewerten, woraus sich eine Art Sozialkredit-System ergibt. Als John LaMarr ungeahnt einen Fauxpas begeht, der per Video verbreitet wird, erhält er so viele Negativbewertungen, dass er verhaftet wird. Er muss nun in öffentlichen Auftritten um die Gunst der Bevölkerung werben, von deren Bewertungen es abhängt, ob John einer Lobotomie unterzogen wird, die ihn zu einem besseren Menschen machen soll, aber seine Persönlichkeit radikal auslöschen würde. Die Crew der Orville hackt sich ins Kommunikationssystem des Planeten und streut mit Hilfe von Lysella, einer Bewohnerin von Sargas 4, gezielt Fotos, Videos und Behauptungen zu John. Diese lassen ihn bei der Bevölkerung sympathisch erscheinen, so dass die drohende Behandlung verhindert werden kann. |           |                          |                            |                      |                                       |                       |                                |                 |
| 8 | 8         | Falte im Weltraum        | Into the Fold              | 2. Nov. 2017         | 10. Apr. 2018                         | Brannon Braga         | Brannon Braga & André Bormanis | 3,826 Mio.      |
| Claire will im Shuttle mit ihren beiden Söhnen Marcus und Ty und mit Isaac als Piloten zu einem Erholungsplaneten fliegen, doch sie geraten in eine Raumfalte und werden in einen unerforschten Teil des Weltraums katapultiert und müssen auf einem Mond mit atembarer Atmosphäre notlanden. Als Claire von Isaac und ihren Kindern getrennt wird, muss der Androide Isaac lernen, wie man mit heranwachsenden Menschen und ihren humanoiden Interaktionen umgeht. Claire wird inzwischen von einem einheimischen Prepper namens Drogen gefangen genommen. Von ihm erfährt sie, dass die meisten Planetenbewohnern von einer biologischen Waffe in kannibalisch lebende Zombies verwandelt wurden. Ty erkrankt ebenfalls an dieser Krankheit. Isaac gelingt es, einer Idee von Marcus folgend, in der Nähe der Absturzstelle Disonium zu finden, das als Energiequelle dient, so dass ein Notsignal an die Orville gesendet werden kann. Claire kann aus der Gefangenschaft entkommen und die Orville kommt rechtzeitig zu Hilfe, um den vereinten Angriff der kannibalischen Einheimischen abzuwehren, so dass Ty auf der Orville geheilt werden kann. Das Medikament soll auch den Einheimischen zur Verfügung gestellt werden. |           |                          |                            |                      |                                       |                       |                                |                 |
| 9 | 9         | Amors Dolch              | Cupid’s Dagger             | 9. Nov. 2017         | 17. Apr. 2018                         | Jamie Babbit          | Liz Heldens                    | 3,691 Mio.      |
| Auf dem Planeten Lapovius wurde ein Artefakt gefunden, das im Konflikt zwischen Navarianern und Bruidianern klären könnte, wer zuerst den Planeten besiedelt hatte. Der Archäologe, der das Artefakt an Bord der Orville untersuchen soll, erweist sich als Kellys früherer Liebhaber Darulio. Dieser war Anlass dafür, dass sich Ed von ihr getrennt hatte. Auch diesmal entdeckt Ed die beiden beim Liebesspiel in Kellys Bett. Doch überraschenderweise verliebt sich auch Ed in Darulio, der ihn sogar bevorzugt, so dass Kelly in Liebeskummer verfällt. Zugleich vernachlässigen sowohl Ed als auch Kelly ihre Dienstpflichten, so dass der Konflikt zwischen Navarianern und Bruidianern in Kampfhandlungen mündet. Als auch Claire ihre Vorbehalte gegen die ständigen Annäherungsversuche von Yaphit aufgibt und mit ihm schläft, wird Alara misstrauisch und findet heraus, dass die Vertreter von Darulios Spezies einmal im Jahr in eine „heiße Phase“ geraten, in der sie Pheromone absondern, die wie Amorpfeile wirken. Das nutzen Alara und Bortus aus, um die Anführer von Navarianern und Bruidianern miteinander zu „verkuppeln“, so dass die Kampfhandlungen enden. Darüber hinaus findet Darulio heraus, dass das Artefakt DNA beider Völker enthält, die demzufolge schon immer beide auf dem Planeten lebten. |           |                          |                            |                      |                                       |                       |                                |                 |
| 10 | 10        | Feuersturm               | Firestorm                  | 16. Nov. 2017        | 24. Apr. 2018                         | Brannon Braga         | Cherry Chevapravatdumrong      | 3,315 Mio.      |
| Die Orville gerät in einen Plasmasturm, bei dem ein Techniker verletzt wird. Alara soll dem verwundeten Techniker zu Hilfe eilen, doch eine Explosion lässt sie erstarren und offenbart ein lang verborgenes Kindheitstrauma. Voller Selbstzweifel möchte sie daraufhin ihren Dienst quittieren. Ed lehnt dies ab, er beurlaubt sie jedoch und lässt sie nach Ursachen für den Grund des Erstarrens suchen. Während sie sich auf Ursachenforschung begibt, geschehen beängstigende Dinge an Bord: Sie begegnet einem Horrorclown, eine Herde von Giftspinnen taucht aus dem Nichts auf, die übrigen Mannschaftsmitglieder sterben, verschwinden oder wenden sich gegen sie. Es stellt sich schließlich heraus, dass dies alles nur Teil einer Simulation auf einer Art Holodeck ist. Alara hat Isaac beauftragt, darin einige potentielle Angstsituationen nachzustellen. Claire löschte ihr Kurzzeitgedächtnis, so dass sie sich selbst nicht mehr daran erinnert, dass dies eine Simulation ist. Schließlich besteht sie ihre selbst auferlegte Aufgabe und beweist sich selbst (und den anderen), dass sie künftigen Krisensituationen gewachsen ist. |           |                          |                            |                      |                                       |                       |                                |                 |
| 11 | 11        | Flachgelegt              | New Dimensions             | 30. Nov. 2017        | 8. Mai 2018                           | Kelly Cronin          | Seth MacFarlane                | 3,631 Mio.      |
| Da der Chefingenieur die Orville verlässt, muss Ed einen Nachfolger finden. Yaphit ist der nächste Ingenieur in der Rangfolge. Allerdings entdeckt Kelly, dass in John unerwartete intellektuelle Fähigkeiten stecken. Er verbirgt diese seit seiner Kindheit, um in seiner Gesellschaft besser akzeptiert zu werden. Kelly überzeugt Ed, John die Leitung eines Teams anzuvertrauen, um ihn als Kandidaten einschätzen zu können. Als Ed erfährt, dass sich Kelly bei Admiral Halsey ähnlich für ihn als Kapitän der Orville starkgemacht hat, befallen ihn Selbstzweifel und Groll, obwohl Kelly ihm versichert, dass er die Kapitänsbinde für seine Verdienste erhalten hat und seine Leistung an Bord diese auch bestätigt haben. Zur gleichen Zeit trifft die Orville auf einen Dieb, der den Krill Plasmagewehre gestohlen hat. Dieser wird getötet, als er in ein Gebiet zweidimensionalen Raumes eintritt. Um sich den Krill-Verfolgern des Diebes zu entziehen, flüchtet die Orville ebenfalls in diese Region. Als die schützende Quantenblase um das Schiff herum zu versagen beginnt, findet sich John, zunächst dadurch eingeschüchtert, dass er sich in einer Führungsposition befindet, mit der Situation ab. Er arbeitet mit Yaphit zusammen, um das Schiff zu retten. Nachdem dies gelingt, wird John Chefingenieur und in den Rang eines Lieutenant Commander befördert. |           |                          |                            |                      |                                       |                       |                                |                 |
| 12 | 12        | Gotteskult               | Mad Idolatry               | 7. Dez. 2017         | 8. Mai 2018                           | Brannon Braga         | Seth MacFarlane                | 3,538 Mio.      |
| Kelly führt eine Shuttlemission, die auf einem plötzlich erscheinenden Planeten mit einer Gesellschaft auf Stand der irdischen Bronzezeit abstürzt. Nachdem sie den Planeten wieder verlassen können, stellt die Crew fest, dass der Planet alle 11 Tage für kurze Zeit in unserem Universum auftaucht. Auf dem Planeten sind in dieser Zeit 700 Jahre vergangen. Sie stellen fest, dass ihr erster Besuch dazu geführt hat, dass eine Religion entstanden ist, die Kelly verehrt und dass sich die Gesellschaft in eine Theokratie auf Stand des irdischen Mittelalters weiterentwickelt hat. Admiral Ozawa erteilt Ed einen Verweis dafür, dass er die Beeinflussung nicht erwähnt hat und untersagt jeden weiteren Kontakt mit den Bewohnern des Planeten. Ed und Kelly widersetzen sich dem Befehl, indem sie zum Planeten zurückkehren und den religiösen Anführer von der Wahrheit in Kenntnis setzen. Nachdem dieser Anführer von einem Untergebenen gemeuchelt wurde, ist die Gesellschaft auf dem Planeten beim nächsten Auftauchen vergleichbar mit dem irdischen 21. Jahrhundert voller religiöser Streitigkeiten. Um das Leiden zu beenden, bleibt Isaac beim nächsten Verschwinden auf dem Planeten und verbringt 700 Jahre mit den Bewohnern. Als der Planet wieder auftaucht, haben die Bewohner interplanetare Raumfahrt entwickelt. Zwei Repräsentanten bringen Isaac zur Orville zurück und informieren die Crew darüber, dass sich die Gesellschaft von selbst von der Verehrung Kellys abgewandt hat und in kommenden Jahrtausenden die Union studieren könnte. |           |                          |                            |                      |                                       |                       |                                |                 |

## Staffel 2
Die Erstausstrahlung der zweiten Staffel war vom 30. Dezember 2018 bis zum 25. April 2019 auf dem US-amerikanischen Fernsehsender Fox zu sehen. Die deutschsprachige Erstausstrahlung sendete der deutsche Free-TV-Sender ProSieben vom 17. Juni bis zum 16. September 2019.
| Nr. (ges.) | Nr. (St.) | Deutscher Titel                            | Originaltitel                          | Erstausstrahlung USA | Deutschsprachige Erstausstrahlung (D) | Regie                 | Drehbuch                       | Zuschauer (USA) |
| --- | --------- | ------------------------------------------ | -------------------------------------- | -------------------- | ------------------------------------- | --------------------- | ------------------------------ | --------------- |
| 13 | 1         | Ja’loja                                    | Ja’loja                                | 30. Dez. 2018        | 17. Juni 2019                         | Seth MacFarlane       | Seth MacFarlane                | 5,683 Mio.      |
| Die Orville nimmt Kurs auf Moclus, um an Bortus Zeremonie des Ja’loja teilzunehmen, der „Großen Befreiung“. Moclaner urinieren nämlich nur einmal im Jahr, was entsprechend gefeiert wird. Claires Sohn Marcus wird von seinem Klassenkameraden James Duncan negativ beeinflusst. James manipuliert den Nahrungsreplikator, um Wodka zu erhalten, und den Schulcomputer, um seinen Eltern Nathan und Jody gute Zeugnisse präsentieren zu können. Isaac hilft Claire bei der Überführung des Schuldigen und wird von ihr dafür als Begleiter zur Ja’loja-Feier eingeladen. Kelly hat sich neu verliebt, und zwar in den Lehrer Cassius, den sie ebenfalls zur Zeremonie einlädt. Ed kommt damit nur schwer zurecht, so dass er ihr nachspioniert, aber von ihr dabei erwischt wird. Weil Cassius dafür Verständnis hat, kommt es zum Streit zwischen ihm und Kelly. Ed hilft Cassius mit einem Hinweis auf Kellys Vorlieben, damit die beiden sich wieder versöhnen. Bortus organisiert für Alara eine Verabredung mit dem Alien Dann, damit sie nicht allein zu seiner Zeremonie gehen muss. John will Gordon dabei helfen, mit der neuen Kartografin Lt. Janel Tyler anzubandeln und diese zur Ja’loja-Feier einzuladen. Trotz der Unterstützung traut sich Gordon im entscheidenden Moment nicht, sie anzusprechen. Stattdessen spricht Janel am Ende den liebeskranken Ed an. |           |                                            |                                        |                      |                                       |                       |                                |                 |
| 14 | 2         | Urtriebe                                   | Primal Urges                           | 3. Jan. 2019         | 24. Juni 2019                         | Kevin Hooks           | Wellesley Wild                 | 2,821 Mio.      |
| Bortus lässt sich mehrfach vorzeitig vom Brückendienst ablösen und verbringt viel Zeit mit pornografischen Abenteuern auf dem Holodeck. Sein Partner Klyden fühlt sich vernachlässigt und sieht schließlich keinen Ausweg mehr: Er will auf moclanische Art die Scheidung vollziehen, indem er Bortus mit einem Dolch ersticht. Claire kann Bortus wiederbeleben. Ed verordnet den beiden eine Paartherapie, die zunächst keinen Erfolg hat. Ursache hierfür scheint zu sein, dass Bortus Klyden im Nachhinein für die geschlechtliche Umoperation ihres Kindes verantwortlich macht. Bortus kauft sich bei einem außerirdischen Besatzungsmitglied weitere pornografische Szenarien, mit denen er unbeabsichtigt einen Computervirus in das Computernetzwerk einschleust. Bortus wird schließlich von Klyden in flagranti auf dem Holodeck ertappt und akzeptiert die Diagnose, sexsüchtig zu sein. Währenddessen beobachtet die Orville das Naturschauspiel der Zerstörung eines Planeten, der in seine Sonne treibt. Dabei entdeckt man die Reste einer unterirdischen Zivilisation, die nicht über Raumfahrttechnologie verfügt und deshalb unterzugehen droht. Bortus und Isaac können in der verbleibenden Zeit jedoch nur 30 der letzten 75 Bewohner des Planeten retten. Infolge des Computervirus stürzt die Orville beinahe ebenfalls in den Stern. Aufgrund von Bortus’ Verdiensten bei der Rettung verzichtet Ed darauf, ihn wegen seiner Fahrlässigkeiten auf dem Holodeck zu bestrafen. |           |                                            |                                        |                      |                                       |                       |                                |                 |
| 15 | 3         | Zu Hause                                   | Home                                   | 10. Jan. 2019        | 1. Juli 2019                          | Jon Cassar            | Cherry Chevapravatdumrong      | 3,063 Mio.      |
| Alaras Körperkräfte und Knochendichte lassen nach. Claire stellt fest, dass sich ihr Körper an die Erdschwerkraft auf der Orville anpasst und sie auf ihren Heimatplaneten Xelaya zurückkehren muss, bevor dieser Prozess unumkehrbar wird. Zuhause tritt ein langgehegter Konflikt mit ihrem Vater Ildis zutage, einem angesehenen Mediziner, der Alaras Karriere bei der Flotte als minderwertig ansieht. Doch als Cambis Borrin, dessen Sohn nach einem wissenschaftlichen Disput mit Alaras Vater Selbstmord begangen hatte, verbittert ihre Familie bedroht, ist nur Alara aufgrund ihrer Ausbildung als Sicherheitsoffizier in der Lage, allen das Leben zu retten. Das bringt ihren Vater schließlich dazu, ihre Berufsentscheidung zu akzeptieren. In der Zwischenzeit ist es Claire und John gelungen, ein Verfahren zu entwickeln, mit dem Alara ohne gesundheitliche Folgen auf der Orville bleiben könnte. Doch Alara entscheidet sich, auf Xelaya zu leben. Sie erkennt, dass das Verhältnis zu ihrer Familie momentan wichtiger ist. |           |                                            |                                        |                      |                                       |                       |                                |                 |
| 16 | 4         | Vertraue deinem Feind                      | Nothing Left on Earth Excepting Fishes | 17. Jan. 2019        | 8. Juli 2019                          | Jon Cassar            | Brannon Braga & André Bormanis | 3,012 Mio.      |
| Eds Beziehung zu Janel wird ernster, und die beiden beschließen, gemeinsam Urlaub zu machen. Auf dem Weg dorthin wird ihr Shuttle von Krill abgefangen. Diese foltern Janel, um von Ed die Kommandocodes zu erfahren. Nachdem Ed zum Schein nachgibt, gibt sich ihm Janel als die Krill Teleya zu erkennen, der Ed in Folge 1.06 begegnet war: Sie hatte sich zum Menschen umoperieren und als Undercover-Agentin einschleusen lassen, um Eds Vertrauen zu gewinnen und ihn zu entführen. Unterdessen wird das Krill-Schiff überraschend von Shak’tal angegriffen. Ed und Teleya können in einer Rettungskapsel auf einen in der Nähe liegenden Planeten fliehen. Sie sind gezwungen zu kooperieren, um zu überleben und einen Notsender auf einer Bergspitze zu platzieren. Dabei offenbart sich, dass zwischen Ed und Teleya immer noch eine gewisse Vertrautheit herrscht, auch wenn Teleya dies nicht wahrhaben will. Kurz bevor ein Shuttle der Orville sie rettet, übergibt sie Ed freiwillig ihre Waffe, mit der sie ihn bis dahin bedroht hatte, damit dieser die Shak’tal auf Distanz halten kann. Nach der Rückkehr auf die Orville entscheidet sich Ed, Teleya freizulassen. Als sie von einem Krill-Schiff abgeholt wird, bittet er sie, ihren Vorgesetzten ein Friedensangebot zu überbringen, und schenkt ihr einen Datenträger mit Musik von Billy Joel, die sie oft gemeinsam angehört hatten. |           |                                            |                                        |                      |                                       |                       |                                |                 |
| 17 | 5         | Erstkontakt                                | All the World Is Birthday Cake         | 24. Jan. 2019        | 15. Juli 2019                         | Robert Duncan McNeill | Seth MacFarlane                | 3,176 Mio.      |
| Die Orville empfängt eine Botschaft, „Ist da draußen jemand?“, vom bis dato unerforschten Planeten Regor 2. Der sich entwickelnde Erstkontakt verläuft zunächst wie aus dem Lehrbuch, bis Kelly beiläufig erwähnt, sie und Bortus hätten Geburtstag. Die Regorianer sind außer sich, nehmen beide gefangen und verweisen die restliche Crew des Planeten. Wie sich herausstellt, basiert die regorianische Gesellschaft auf Astrologie. Kellys und Bortus’ Sternzeichen gilt als gefährlich, daher werden sie wie alle „Giliac“ in ein erbarmungslos geführtes Lager gesperrt. Dort helfen sie den ebenfalls inhaftierten Okania und Rokal bei der Geburt ihrer Tochter, die daraufhin nach Kelly benannt wird. Diplomatische Versuche der Orville, Kelly und Bortus freizubekommen, scheitern. Schließlich findet die neue Sicherheitsoffizierin Lt. Talla Keyali heraus, dass vor 3000 Jahren im Sternzeichen Giliac ein Stern zu einem Schwarzen Loch kollabierte. Dessen Verschwinden begründete die Stigmatisierung aller „Giliac“. Die Orville täuscht mit einem Sonnensegel vor, der ausgelöschte Stern sei zurückgekehrt. Das führt zur Auflösung der Lager, gerade noch rechtzeitig für Kelly und Bortus, die sich nach einem Ausbruchsversuch einem Erschießungskommando gegenübersahen. |           |                                            |                                        |                      |                                       |                       |                                |                 |
| 18 | 6         | Ein fröhlicher Refrain                     | A Happy Refrain                        | 31. Jan. 2019        | 22. Juli 2019                         | Seth MacFarlane       | Seth MacFarlane                | 3,105 Mio.      |
| Claire wird bewusst, dass sie sich in Isaac verliebt hat. Sie beschließt nach einigem Zögern, eine Beziehung anzustreben. Isaac lässt sich darauf ein, da er es als Chance ansieht, mehr Informationen über menschliches Verhalten zu gewinnen. Nach anfänglichen Verständnisschwierigkeiten läuft es gut, Isaac erschafft sogar einen holografischen menschlichen Körper, um Claire die von ihr ersehnte Nähe geben zu können. Doch danach beschließt er, er hätte ausreichend Daten gesammelt, und bricht die Beziehung ab. Claire ist wütend und meidet fortan jeden Kontakt mit Isaac. Dieser beginnt auf einmal, Fehler zu machen – undenkbar für einen Kaylon. Seine Selbstdiagnose ergibt, dass sich seine Subroutinen an Claires Präsenz angepasst haben. Anders ausgedrückt: Ohne sie ist er unvollständig. Nach einer ergreifenden Entschuldigung bei künstlichem Regen in der Kommandozentrale und zur Musik von Singin’ in the Rain stimmt Claire zu, die Beziehung fortzusetzen. In einer Nebenhandlung lässt sich Bortus von Claire behandeln, damit ihm ein Oberlippenbart wächst. Fast alle bestätigen, dass ihm das steht, außer sein Partner Klyden. Schließlich lässt er sich den Bart wieder entfernen, weil er ihn juckt. |           |                                            |                                        |                      |                                       |                       |                                |                 |
| 19 | 7         | Deflektoren                                | Deflectors                             | 14. Feb. 2019        | 29. Juli 2019                         | Seth MacFarlane       | David A. Goodman               | 3,065 Mio.      |
| Die Orville reist nach Moclus, um neue regenerative Deflektoren zu installieren. Bortus’ ehemaliger Freund Locar, ein brillanter moclanischer Ingenieur, überwacht die Installation. Locar fühlt sich von Talla angezogen, sagt ihr aber, dass Moclaner, die Frauen Männern vorziehen, ein strafbares Verbrechen begehen. Sie erklärt sich damit einverstanden, ihre Beziehung geheim zu halten. Als Locar auf mysteriöse Weise vom Schiff verschwindet, zeigt das Umweltsimulatorprotokoll eine verzerrte Figur, die ihn tötet. Die Beweise deuten auf Klyden hin, der zwar seine Unschuld beteuert, Locar jedoch nach Aufdeckung seines Geheimnisses den moclanischen Behörden melden wollte. Bortus erzählt Talla, dass er über Locar Bescheid wusste, ihn aber nicht verriet. Ihr Gespräch führt Talla zu dem Verdacht, dass Locar seinen eigenen Tod inszeniert hat, indem er das Simulatorprotokoll änderte, um Klyden als Mörder hinzustellen. Während einer schiffsweiten Suche findet Talla Locar schließlich in einem Shuttle-Fahrzeug, in dem er aufgrund der Tarnvorrichtung verborgen ist. Locar bittet darum, ihm die Flucht zu ermöglichen, doch Talla lehnt es ab, Klyden zu Unrecht in Haft zu lassen. Um seine Familie vor Vergeltungsmaßnahmen zu schützen, verzichtet Locar darauf, an Bord der Orville Asyl zu suchen. Stattdessen kehrt er nach Moclus zurück, um die Bestrafung entgegenzunehmen. Klyden dankt Talla später dafür, dass sie ihn entlastet hat. Wütend über seine Intoleranz macht sie ihn für Locars Schicksal verantwortlich. In einer Nebenhandlung bittet Cassius um seine Versetzung auf ein anderes Schiff, nachdem Kelly ihre Beziehung zu ihm beendet hat.                                                                             |           |                                            |                                        |                      |                                       |                       |                                |                 |
| 20 | 8         | Identität (1)                              | Identity Part I                        | 21. Feb. 2019        | 5. Aug. 2019                          | Jon Cassar            | Brannon Braga & André Bormanis | 3,050 Mio.      |
| Nachdem Claire ihren Söhnen ihre Beziehung mit Isaac offenbart, bricht dieser plötzlich zusammen. Die Orville fliegt zu seiner Heimatwelt Kaylon 1 in der Hoffnung, dass er wiederbelebt werden kann. Außerdem möchte Ed wissen, ob die Kaylon inzwischen bereit sind, sich der Planetarischen Union anzuschließen. Die Kaylon erklären, dass Isaac deaktiviert wurde, weil seine Mission an Bord der Orville abgeschlossen war. Reaktiviert informiert Isaac die Crew, dass er auf Kaylon 1 bleibt. Vor dem Abflug überrascht ihn die Crew mit einer Abschiedsparty. Während die Kaylon weiterhin über den Beitritt zur Union nachdenken, entdeckt Bortus großflächige Waffenarsenale auf Kaylon 1. Claires Sohn Ty akzeptiert den Weggang Isaacs nicht und verlässt das Schiff, um ihn auf Kaylon 1 zu suchen. Dabei gerät er versehentlich in eine der vielen unterirdischen Kammern und entdeckt die sterblichen Überreste von Milliarden humanoiden Lebensformen. Die Kaylon töteten ihre biologischen Schöpfer, von denen sie als Sklaven gehalten wurden, obwohl diese wussten, dass ihre Roboter mit der Zeit Bewusstsein und Persönlichkeit entwickelt hatten. Isaacs wahre Mission an Bord der Orville bestand darin, Daten zu sammeln, um herauszufinden, ob die biologischen Lebensformen der Union es wert sind, am Leben zu bleiben. Darüber hinaus vergrößert sich die Gesellschaft der Kaylon exponentiell, daher wurde entschieden, andere Planeten zu bevölkern, und dass eine Koexistenz mit der Unionsbevölkerung unmöglich ist. Die Kaylon entern gewaltsam die Orville und steuern die Erde an, begleitet von einer Flotte der zuvor entdeckten Waffen. |           |                                            |                                        |                      |                                       |                       |                                |                 |
| 21 | 9         | Identität (2)                              | Identity Part II                       | 28. Feb. 2019        | 12. Aug. 2019                         | Jon Cassar            | Seth MacFarlane                | 3,151 Mio.      |
| Die Kaylon haben die Orville unter ihrer Kontrolle. Sie beabsichtigen, alle biologischen Lebensformen auf der Erde zu vernichten, wie sie es mit ihren humanoiden Schöpfern taten, von denen sie einst versklavt wurden. Um dieses Ziel zu erreichen, soll die Orville-Besatzung vorgeben, die Kaylon-Flotte nähere sich der Erde, um feierlich der Union beizutreten. Sollte die Orville nicht kooperieren, würden nacheinander alle Besatzungsmitglieder getötet. Ed kann nicht verhindern, dass als Reaktion auf einen Trick ein erstes Besatzungsmitglied aus der Luftschleuse geworfen wird. Kelly und Gordon können mit einem Shuttle in den Krill-Raum entkommen, um deren militärische Hilfe gegen die Kaylon zu erbitten. Yaphit und Claires Sohn Ty sind die einzigen, die durch die Belüftungsschächte kriechen können. Auf diesem Weg können sie zunächst unbemerkt ein Warnsignal an die Erde übermitteln, werden dann jedoch überwältigt. Als Isaac daraufhin Ty töten soll, stellt er sich gegen die Kaylon. Er sendet einen EMP-Impuls, der alle Kaylon abschaltet, auch ihn selbst. Inzwischen hat die vereinte Flotte der Erde und der Krill die Kaylon zurückschlagen können. Yaphit kann Isaac wieder aktivieren. Ed übernimmt die Verantwortung dafür, dass Isaac auf der Orville bleiben kann. |           |                                            |                                        |                      |                                       |                       |                                |                 |
| 22 | 10        | Das Blut der Patrioten                     | Blood of Patriots                      | 7. März 2019         | 19. Aug. 2019                         | Rebecca Rodriguez     | Seth MacFarlane                | 2,935 Mio.      |
| Die Orville soll einen Vertrag mit den Krill abschließen, um Friedensverhandlungen beginnen zu können. Das Schiff, mit dem sie sich dafür trifft, verfolgt ein anderes Krillshuttle, in dem sich Gordons alter Freund Lt. Orrin Channing mit seiner vermeintlichen Tochter Leyna befinden. Die Orville nimmt das Shuttle mit den beiden an Bord, während die Krill die Auslieferung von Channing verlangen, weil er zwei ihrer Schiffe zerstört und viele Krill getötet habe. Channings Frau war zuvor von den Krill getötet und er gefangen genommen worden. Es stellt sich schließlich heraus, dass auch seine Tochter getötet wurde. Seine Begleiterin ist eine Inval, deren Blut zu einer Explosion führt, wenn es in Kontakt mit dem Stickstoff der Luft kommt. So zerstörte Channing die beiden Krill-Schiffe. Mit Gordons Hilfe will er auch das Schiff der Krill-Delegation zerstören und so die Friedensverhandlungen torpedieren. Gordon kann das zwar verhindern, nicht aber den Selbstmord von Channing mit dem Blut der Inval. Der Vertrag mit den Krill wird unterzeichnet. |           |                                            |                                        |                      |                                       |                       |                                |                 |
| 23 | 11        | Die Zeitkapsel                             | Lasting Impressions                    | 21. März 2019        | 26. Aug. 2019                         | Kelly Cronin          | Seth MacFarlane                | 2,939 Mio.      |
| Die Orville soll eine Zeitkapsel aus dem 21. Jahrhundert überführen, die aus Saratoga Springs, New York, stammt. Darin befinden sich u. a. eine Zigarette und ein iPhone. Bortus und Klyden synthetisieren sich Zigaretten, die man in der Zeit der Orville nicht mehr kennt, und werden sofort nikotinabhängig, bis eine Injektion Claires ihre Sucht heilt. Gordon lässt aus den Daten des iPhones ein Holodeck-Programm generieren und verliebt sich prompt in die frühere Besitzerin des iPhones, Laura Huggins. Die Verkäuferin, die in ihrer Freizeit singt, hat sich gerade von ihrem bisherigen Freund Greg getrennt. Gordons Freunde auf der Orville sind wegen seiner Beziehung zu einer Holodeck-Simulation sehr besorgt, obgleich diese nicht künstlich ist, sondern eine reale Person widerspiegelt. Letzteres bekommt Gordon zu spüren, als sich Laura wieder Greg zuwendet. Gordon löscht Greg daraufhin aus dem Programm, muss aber erkennen, dass sich damit auch Lauras Persönlichkeit verändert hat; insbesondere ist ihre Bereitschaft, öffentlich zu singen, verlorengegangen. Gordon fügt Greg notgedrungen wieder hinzu. Bei einem letzten Treffen singt er gemeinsam mit Laura in einem Pub und verabschiedet sich von ihr. |           |                                            |                                        |                      |                                       |                       |                                |                 |
| 24 | 12        | Im Inneren des Nebels                      | Sanctuary                              | 11. Apr. 2019        | 2. Sep. 2019                          | Jonathan Frakes       | Joe Menosky                    | 2,585 Mio.      |
| Nach einem von den Moclanern vorgenommenen Waffen-Upgrade nimmt die Orville zwei Moclaner als Passagiere an Bord: Ingenieur Toren und dessen Partner Korick. Die beiden schmuggeln ihr weibliches Kind von Moclus weg, um dessen zwangsweise Geschlechtsumwandlung zu vermeiden. Bortus entdeckt ihr Geheimnis, hilft dann aber bei der Vertuschung. Nachdem die Moclaner die Orville verlassen haben, erfährt Ed von Bortus Vergehen und bezweifelt den Wahrheitsgehalt der Aussagen. Die Orville verfolgt Toren und Korick zu einer 6000-köpfigen weiblichen Moclaner-Kolonie, die in einem Dunkelnebel versteckt ist. Geburten weiblicher Säuglinge sind bei den Moclanern häufiger als bisher von diesen behauptet. Seit Jahren werden einige dieser Kinder heimlich in die Kolonie transportiert. Zum Schutz vor einer möglichen Invasion durch Moclus beantragt die Anführerin Heveena eine Mitgliedschaft in der Planetarischen Union. Bei ihrer Rede vor dem Rat der Union zitiert sie aus Dolly Partons Lied „9 to 5“. Die Moclaner drohen daraufhin mit ihrem Austritt aus der Union, für die sie der größte Waffenlieferant sind. Als ein moclanisches Schiff die Kolonisten festnehmen soll und mit der Orville in ein Gefecht gerät, handelt Admiral Halsey einen Kompromiss aus: Die Union verschiebt den Antrag der Kolonisten auf Mitgliedschaft, die Kolonisten nehmen keine weiteren Säuglinge mehr auf. Im Gegenzug stellen die Moclaner alle Feindseligkeiten gegen die Kolonie ein. Mercer ist enttäuscht, aber Heveena versichert der Orville-Crew, dass dieser kleine Sieg nur der erste Schritt zu einer moclanischen Revolution ist. |           |                                            |                                        |                      |                                       |                       |                                |                 |
| 25 | 13        | Morgen, und morgen, und dann wieder morgen | Tomorrow, and Tomorrow, and Tomorrow   | 18. Apr. 2019        | 9. Sep. 2019                          | Gary S. Rake          | Janet Lin                      | 2,710 Mio.      |
| Kelly und Ed erinnern sich an ihr erstes Date, vor sieben Jahren. Ed ist offen für einen Neuanfang der Beziehung, was Kelly aber nicht möchte. In der Zwischenzeit experimentiert Isaac mit einem neurologischen Zeitreisegerät. Kelly ist in der Nähe des Geräts, während die Orville eine Gravitationswelle durchquert und eine Kelly aus sieben Jahren Vergangenheit wird in die Gegenwart transportiert. John kann weder feststellen, wie Kellys persönliche Zeitachse beeinflusst wurde, noch kann die jüngere Kelly in ihre Herkunftszeit zurückversetzt werden. Lieutenant Kelly Grayson tritt der Besatzung bei, hat jedoch Schwierigkeiten, sich an ihr neues Leben anzupassen. Allmählich schließt sie Freundschaften, besonders mit Talla. Commander Grayson ist besorgt, dass die Verbrüderung ihres jüngeren Ichs mit der Crew ihre eigene Autorität untergräbt, während Lt. Grayson ihrem älteren Ich mitteilt, dass sie ihre Lebensziele nicht erreicht hat. Lt. Grayson und Ed kommen sich romantisch näher, aber Ed erkennt schließlich, dass er das freundschaftliche Verhältnis mehr schätzt, das er und Commander Grayson teilen. Als Kaylon-Schiffe die Orville verfolgen, entwirft Lt. Grayson einen erfolgreichen Plan, um das Schiff in einem planetaren Eisring zu verbergen. John und Isaac entdecken einen Weg, um Lt. Grayson in die Vergangenheit zurückzuführen. Sie unterzieht sich freiwillig einer Löschung ihrer Erinnerungen von der Orville, um die Zeitachse zu schützen. Sieben Jahre zuvor wacht sie in ihrer Wohnung auf. Als der verliebte jüngere Ed nach ihrem ersten Date anruft und um eine weitere Verabredung bittet, sagt sie jedoch zu ihm: „Ich glaube nicht, dass das mit uns was wird; es tut mir leid.“                         |           |                                            |                                        |                      |                                       |                       |                                |                 |
| 26 | 14        | Der andere Weg                             | The Road Not Taken                     | 25. Apr. 2019        | 16. Sep. 2019                         | Gary S. Rake          | David A. Goodman               | 2,970 Mio.      |
| Fast ein Jahr nach der Änderung der ursprünglichen Zeitlinie haben die Kaylon die Hälfte der bekannten Galaxie erobert. Ed und Gordon überleben, indem sie Vorräte auf verschiedenen Planeten sammeln. Nachdem sie den Kaylon kaum entkommen sind, wird ihr Schiff von Kelly gefangen genommen, die die Orville-Offiziere abzüglich Bortus und Isaac von ihrer ursprünglichen Zeitlinie wiedervereinigt hat. Kelly erklärt, dass sie und Ed nie geheiratet haben und auch nicht an Bord der Orville gedient haben, weil ihre Erinnerungslöschung fehlgeschlagen ist. Claire trat auch nicht der Crew bei, und ohne sie und Isaacs romantische Beziehung floh er nie zur Union, was zur Vernichtung der Erde durch die Kaylon führte. Kelly beabsichtigt, ihre Erinnerungslöschung zu korrigieren. Um das Verfahren zu wiederholen, muss Isaacs Zeitreiseforschung aus der Orville geholt werden und ein synthetisiertes Schlüsselprotein gefunden werden, das Kellys Gehirn fehlt. Die Besatzung bezieht das Protein aus einer von Alara geleiteten Widerstandszelle und rettet die Orville vom Grund des Marianengrabens im Pazifischen Ozean. Bortus wird an Bord gefunden, nachdem er nach der sicheren Evakuierung der Besatzung mit einem Minimum an Lebenserhaltung überlebt hat. Nachdem die Orville in den Weltraum zurückgekehrt ist, greift John mit einem erbeuteten Kaylonkörper aus der Ferne auf Isaacs Speicherdaten zu, legt jedoch den Standort des Schiffes offen. Als die Kaylon näher rücken, überlastet John die Schiffssysteme, um Claire in die Vergangenheit zu schicken. Das zerstört die Orville, aber Claire kommt erfolgreich in die Vergangenheit und löscht Kellys Erinnerungen aus. Claire verschwindet und Kelly akzeptiert ein zweites Date mit Ed. |           |                                            |                                        |                      |                                       |                       |                                |                 |

## Staffel 3
Im Mai 2019 wurde die Serie um eine dritte Staffel verlängert, die mit dem Zusatztitel „New Horizons“ vom 2. Juni bis zum 4. August 2022 statt bei Fox nun beim Streaminganbieter Hulu veröffentlicht wurde. In Deutschland wurden die Folgen in englischer Sprache, zeitnah zur US-amerikanischen Verfügbarkeit, bei Prime Video gezeigt. Die deutschsprachige Erstausstrahlung erfolgte vom 2. Januar bis zum 13. März 2023 auf dem deutschen Free-TV-Sender ProSieben.
| Nr. (ges.) | Nr. (St.) | Deutscher Titel             | Originaltitel       | Erstveröffentlichung USA | Deutschsprachige Erstausstrahlung (D) | Regie           | Drehbuch                       |
| --- | --------- | --------------------------- | ------------------- | ------------------------ | ------------------------------------- | --------------- | ------------------------------ |
| 27 | 1         | Elektrische Schafe          | Electric Sheep      | 2. Juni 2022             | 2. Jan. 2023                          | Seth MacFarlane | Seth MacFarlane                |
| Isaac wird von den meisten Besatzungsmitgliedern gemieden, weil sie ihn für den Tod von Freunden verantwortlich machen, die den Angriffen der Kaylonier zum Opfer fielen. Als Marcus ihm ins Gesicht sagt, er wünsche seinen Tod, begeht Isaac Suizid. John findet einen Weg, um ihn wiederzubeleben, der aber die Mitarbeit der neuen Navigatorin Charly Burke benötigt, die als einziges Besatzungsmitglied mehrdimensional denken kann. Da ihre beste Freundin Amanda von den Kayloniern getötet wurde, verweigert Charly zunächst den Befehl. Erst als Marcus, der sich schwere Vorwürfe macht, sie darum bittet, hilft sie bei Isaacs erfolgreicher Rettung. Claire, die immer noch Zuneigung zu Isaac verspürt, überzeugt ihn, dass die Motive für seinen Suizid unlogisch waren. Er verspricht mit ihr darüber zu reden, falls er ähnliche Gedanken erneut hat. |           |                             |                     |                          |                                       |                 |                                |
| 28 | 2         | Schattenreiche              | Shadow Realms       | 9. Juni 2022             | 9. Jan. 2023                          | Jon Cassar      | Brannon Braga & André Bormanis |
| An Bord der Orville finden diplomatische Verhandlungen statt. Die Union erhofft sich von den Krill eine Durchflugsgenehmigung durch deren Territorium, um in einen bisher unbekannten Sektor des Weltraums vorzudringen. Verhandlungsführer der Union ist Vizeadmiral Paul Christie, Ex-Mann und ehemaliger Professor von Claire. Die Verhandlungen verlaufen erfolgreich, jedoch warnen die Krill die Orville-Besatzung vor angeblichen „Dämonen“ in der unerforschten Kalarr-Ausdehnung. Dort trifft die Orville auf eine verlassene Raumstation. Paul wird von Sporen infiziert, die ihn in eine reptiloid-insektoide Kreatur verwandeln. In der Folge infiziert er andere Besatzungsmitglieder, die ebenfalls mutieren. Claire gelingt es jedoch, Zugang zu Paul zu bekommen und ihn davon zu überzeugen, die Orville zu verlassen, indem sie droht, ein für die Kreaturen tödliches Virus freizusetzen. |           |                             |                     |                          |                                       |                 |                                |
| 29 | 3         | Das Sterblichkeitsparadoxon | Mortality Paradox   | 16. Juni 2022            | 16. Jan. 2023                         | Jon Cassar      | Cherry Chevapravatdumrong      |
| Talla kehrt von einem Landurlaub zurück. Ein Signal führt die Orville zum Planeten Narran 1, von dem man bisher dachte, er sei eine unbewohnte Wüste. Nun scheint es aber, dass der Planet bevölkert und technologisch weit entwickelt ist. Ein Landetrupp bestehend aus dem Captain, Kelly, Talla, Bortus und Gordon findet sich dann aber in einem riesigen Wald wieder. Sie stoßen auf ein Gebäude, das eine Highschool der Erde des 21. Jahrhunderts darstellt. Dies ist nur eins von mehreren Szenarios, die sie durchlaufen und in denen jeder sich einmal mit dem Tod konfrontiert sieht. Schließlich finden sie in einer Höhle einen holografischen Simulator, den sie zerstören, woraufhin der Planet wieder zur bekannten leeren Wüste wird. Der Landetrupp kehrt an Bord zurück. Kurze Zeit später sieht sich die Orville einem Angriff der Kaylonier gegenüber, der sich aber auch als Simulation entpuppt, als die echte Talla von ihrem Landeurlaub zurückkehrt. Die falsche Talla enttarnt sich als Mitglied einer Spezies, dessen Planet vor zwei Jahren von der Orville beobachtet wurde (Episode 12: Gotteskult), die inzwischen unsterblich geworden ist und daher wissen möchte, wie sich Sterblichkeit anfühlt. Nachdem sie diese Erkenntnis nun erlangt haben, kann die Besatzung wieder an Bord zurückkehren. |           |                             |                     |                          |                                       |                 |                                |
| 30 | 4         | Sanft fallender Regen       | Gently Falling Rain | 23. Juni 2022            | 23. Jan. 2023                         | Jon Cassar      | Brannon Braga & Andre Bormanis |
| Die Verhandlungen der Union mit dem Kanzler der Krill werden erfolgreich abgeschlossen. Die Orville bringt die Delegation mit Admiral Halsey und dem Unionspräsidenten nach Dalakos auf dem Heimatplaneten der Krill, wo die Unterzeichnung des Vertrags erfolgen soll. Zeitgleich muss sich der Kanzler der Krill einer Neuwahl stellen. Seine Konkurrentin Teleya tritt populistisch gegen den bevorstehenden Vertragsabschluss auf. Entgegen aller Erwartungen gewinnt Teleya und ersticht den abgewählten Kanzler öffentlich mit einem Dolch. Auch die Unionsdelegation soll öffentlich hingerichtet werden. Teleya ermöglicht jedoch Eds Flucht, um sich für ihre eigene Freilassung zu revanchieren (siehe Episode 16: Vertraue deinem Feind). Dabei wird Ed von mehreren Krill entführt, die ihm offenbaren, dass Teleya eine Tochter von ihm hat, Anaya, was in der Erdsprache „Sanft fallender Regen“ bedeutet. Ed trifft auf seine Tochter und unternimmt daraufhin einen vergeblichen Gesprächsversuch, um Teleya von ihren Plänen abzubringen. Teleya beginnt die geplante Hinrichtung mit einem Dolchstich auf den Unionspräsidenten. Im gleichen Moment wird die Unionsdelegation von Lamarr und Claire, die sich als Krill verkleidet haben, gewaltsam befreit. Die Orville kämpft an der Spitze einer Unionsflotte gegen die Krill und ermöglicht die Flucht der Befreiten. |           |                             |                     |                          |                                       |                 |                                |
| 31 | 5         | Topas Verwandlung           | A Tale of Two Topas | 30. Juni 2022            | 30. Jan. 2023                         | Seth MacFarlane | Seth MacFarlane                |
| Weil Topa, der mittlerweile jugendliche Sohn von Bortus und Klyden, sich für die Union-Point-Offiziersschule bewerben will, darf er Kelly ein paar Tage bei ihrer Arbeit begleiten. Dabei erfährt sie, dass er sich sehr unglücklich fühlt. Kelly bittet seine Eltern, ihm von seiner erzwungenen Geschlechtsumwandlung zu erzählen. Aber besonders Klyden, der einst selbst von einer Frau in einen Mann umoperiert wurde und unter diesem Wissen litt, will seinem Sohn ähnliches ersparen. Darüber hinaus verbietet er Topa den Kontakt mit Kelly. Als Topa deswegen über Suizid nachdenkt, gibt ihm Kelly einen Hinweis auf einen Dateieintrag über seine Geschlechtsumwandlung – und Bortus verrät ihm das Kennwort. Topa will eine Rückoperation, die Crew unterstützt sein Ansinnen, aber ihre Vorgesetzte, Admiralin Howland, verbietet es, weil die Union auf die Unterstützung der Moclaner gegen die Kaylonier angewiesen ist. Während eines Konzertes von Bortus, an dem fast die gesamte Besatzung teilnimmt, führt Isaac dennoch heimlich die Rückoperation durch – mit Wissen der Führungsoffiziere. Weil er als Zivilist nicht dem Militärrecht unterliegt, wahrt dies formal das Gesicht der Moclaner. Klyden verlässt daraufhin seine Familie, aber die Moclaner bleiben in der Union. |           |                             |                     |                          |                                       |                 |                                |
| 32 | 6         | Zweimal im Leben            | Twice in a Lifetime | 7. Juli 2022             | 6. Feb. 2023                          | Jon Cassar      | Seth MacFarlane                |
| LaMarr hat das Aronov-Gerät weiterentwickelt, mit dem man sich in der Zeit bewegen kann. Als die Kaylonier versuchen, diese Technologie zu rauben, versucht Malloy, sie wieder zu zerstören. Durch Überlastung der Deflektoreinheit kann die Orville knapp entkommen, doch Malloy wird dabei versehentlich ins beginnende 21. Jahrhundert transportiert. Die Orville versucht, ihm in die Vergangenheit zu folgen, kommt aber erst 10 Jahre nach ihm dort an. Inzwischen hat er Laura Huggins getroffen (aus Episode 23) und geheiratet. Beide haben einen Sohn, und Laura ist erneut schwanger, so dass Malloy sich weigert, auf die Orville zurückzukehren. Charly und Isaac suchen erfolgreich nach Dysonium, was für einen Zeitsprung benötigt wird, so dass die Orville auch noch die letzten 10 Jahre zurückspringen kann und einen Monat nach Malloys Ankunft eintrifft. Hier kehrt er bereitwillig auf die Orville zurück, doch das Aronov-Gerät ist beim letzten Sprung zerstört worden. Auf Vorschlag von LaMarr schalten sie das Quantenfeld ab, so dass beim Flug knapp unterhalb der Lichtgeschwindigkeit 400 Jahre auf der Erde vergehen, infolge der normalen Zeitdilatation, und die Orville wieder in ihrer eigenen Zeit eintrifft. |           |                             |                     |                          |                                       |                 |                                |
| 33 | 7         | Aus unbekannten Gräbern     | From Unknown Graves | 14. Juli 2022            | 13. Feb. 2023                         | Seth MacFarlane | David A. Goodman               |
| Die Orville sucht den Erstkontakt zu den Janisi, einer matriarchalischen Gesellschaft, die Männer als minderwertig ansieht. Deshalb lassen Ed und die anderen Männer ihre Aufgaben an Bord vorübergehend von Frauen erfüllen. Das scheitert jedoch, als eine der Janisi Anspruch auf den Besitz von Ed erhebt, um Sex mit ihm zu haben. Nach der Erklärung, dass Männer und Frauen auf der Orville gleichberechtigt zusammenarbeiten, verlassen die Janisi empört das Schiff. In einer Parallelhandlung findet ein Landungsteam auf dem Planeten Citula IV die Wissenschaftlerin Dr. Villka, der es gelungen ist, einem abgestürzten Kaylonier namens Timmis Gefühle einzubauen. Dieser erkennt dadurch das verbrecherische Handeln der Kaylonier gegenüber den Organischen. Zugleich gelingt es ihm durch sein sensibles Auftreten, Charlie zur Einsicht zu bringen, dass nicht alle Kaylonier Verbrecher sind, so dass sich Charlie bei Isaac für ihr bisheriges Verhalten entschuldigt. Claire bittet Isaac, um ihretwillen auch einem Gefühls-Update zuzustimmen, was er zunächst nicht für notwendig hielt. Es stellt sich aber heraus, dass sein Update nicht dauerhaft ist, weil er aus einer späteren Charge stammt, die nicht von den Erbauern der Kaylonier, sondern von den Kayloniern selbst hergestellt wurde. Nur durch Löschen seines kompletten Gedächtnisses könnte das Update erhalten bleiben. Isaac wäre dazu bereit, um Claire einen Gefallen zu tun, doch diese lehnt es ab, weil er dann nicht mehr der wäre, in den sie sich verliebt hat. |           |                             |                     |                          |                                       |                 |                                |
| 34 | 8         | Mitternachtsblau            | Midnight Blue       | 21. Juli 2022            | 20. Feb. 2023                         | Jon Cassar      | Brannon Braga & Andre Bormanis |
| Kelly und Bortus werden als Botschafter zur Kolonie der Moclanerinnen (aus Episode 24) geschickt, um die Einhaltung des Abkommens zwischen der Union und Moclus sicherzustellen. Topa begleitet sie auf dieser Mission. Bei ihrer Ankunft stellt sich heraus, dass die Botschafter von Moclus ihre Inspektion entgegen der Absprache bereits durchgeführt haben. Topa lernt erstmals Heveena persönlich kennen und wird von ihr heimlich eingeweiht, dass sich die Kolonie nicht an das Abkommen hält. Ein neues verstecktes Transportnetzwerk wurde errichtet, um weiterhin weibliche Säuglinge vor der zwangsweisen Geschlechtsumwandlung auf Moclus zu retten. Da die versteckte Kommunikation durch Boten nur extrem langsam möglich ist, will Heveena auf verschlüsselte Botschaften auf Quantenfrequenzen umsteigen, wozu ein Unionsraumschiff notwendig ist. Topa könne dabei helfen, gelegentlich an Bord der Orville eine solche verschlüsselte Nachricht weiterzuleiten. Sie nimmt die Mission an und erfährt von Heveena die Quantenfrequenzen und die Identität des Kontaktmanns auf Moclus. Kurz darauf wird Topa von den moclanischen Botschaftern entführt, welche den Planeten noch nicht verlassen haben. Als Kelly und Bortus erfahren, dass Topa entführt wurde, folgen sie der Ionenspur des moclanischen Raumschiffes zu einem abgelegenen Planeten. Dort wird Topa von den Moclanern gefoltert, um die von Heveena erhaltenen Informationen zu erfahren. Kelly und Bortus gelingt ihre Befreiung, aus Rache brennt Bortus dem folternden Moclaner mit dessen elektrischem Folterstab das einzige noch vorhandene Auge aus. Ed versucht inzwischen, Heveena zu überreden, vor dem Unionsrat auszusagen. Da sie dabei den Verstoß gegen das Abkommen zugegeben müsste, was zur Zerstörung der Kolonie führen könnte, weigert sie sich zunächst. Eine Simulation von Dolly Parton, ihres irdischen Idols, kann sie jedoch umstimmen. Während der Debatte vor dem Unionsrat treffen Kelly und Bortus mit Topa ein, deren Wunden die Foltermethoden der Moclaner beweisen. Die Union wendet sich daraufhin komplett von Moclus ab und gewährt der Kolonie einen umfassenden Schutz. Topa begibt sich anschließend an Bord der Orville in medizinische Behandlung, als Klyden zurückkehrt und mit ihr sprechen will. Die schrecklichen Taten der Moclaner haben ihn seine Vorurteile endlich erkennen lassen und die dringende Notwendigkeit von Veränderung. Klyden versichert Topa, sie genau so zu akzeptieren, wie sie ist und stolz darauf zu sein, dass sie seine Tochter ist. |           |                             |                     |                          |                                       |                 |                                |
| 35 | 9         | Domino                      | Domino              | 28. Juli 2022            | 27. Feb. 2023                         | Jon Cassar      | Brannon Braga & Andre Bormanis |
| Charly und Isaac ist es gemeinsam gelungen, eine Massenvernichtungswaffe gegen die Kaylonier zu entwickeln. Eine ganze Flotte der Kaylonier wird beim ersten Einsatz der Waffe im Orbit über Xelaya zerstört. Die Union entscheidet sich gegen einen Präventivschlag, mit dem die gesamte Zivilisation der Kaylonier ausgelöscht würde, und beschließt stattdessen, die Kaylonier mit dieser Waffe zu Friedensverhandlungen zu zwingen. Die Orville wird dazu nach Kaylon geschickt und demonstriert bei einem Angriff erneut die Effektivität der Waffe, wodurch sich die Kaylonier beugen. Admiral Perry befürchtet, dass die Kaylonier eine Abwehr entwickeln. Er stiehlt die Waffe und bringt sie zur neu gegründeten Allianz von Moclanern und Krill, welche zu einem vernichtetenden Präventivschlag gegen die Kaylonier bereit sind. Da sie die Funktionsweise der Waffe noch selbst entschlüsseln müssen, vermutet Bortus diese in der Forschungsstation des besten moclanischen Wissenschaftlers auf Drakonis-427, über welchem sich die Streitkräfte von Moclus und Krill bereits versammelt haben. Während eines Angriffs der vereinigten Unions- und Kaylonflotte dringt eine kleine Kommandogruppe der Orville in die Forschungsstation ein. Kelly überwältigt dabei die Krill-Präsidentin Teleya und nimmt sie gefangen. Der Countdown wurde bereits gestartet und lässt sich nicht deaktivieren. Mithilfe ihres vierdimensionalen Denkens bringt Charly den Quantenkern zur Detonation, der einen Teil des Planeten wegsprengt, während alle anderen rechtzeitig fliehen können. Durch ihr Opfer für das Überleben der Kaylonier erkennt der bei der Mission anwesende Anführer der Kaylonier, dass nicht alle biologischen Lebensformen so grausam sind wie ihre Erbauer. Die Kaylonier stimmen deshalb einem Friedensvertrag mit der Union zu. |           |                             |                     |                          |                                       |                 |                                |
| 36 | 10        | Zukunft ungewiss            | Future Unknown      | 4. Aug. 2022             | 13. März 2023                         | Seth MacFarlane | Seth MacFarlane                |
| Bortus und Klyden erneuern ihr Bündnis mittels einer traditionellen Jagd. Dies inspiriert Isaac zu einem Heiratsantrag. Claire ist sich unsicher. Sie bespricht mit Kelly die Vor- und Nachteile. Auch Ed wird zu Rate gezogen und empfiehlt, die Kinder zu fragen. Diese wissen bereits Bescheid und geben ihr Einverständnis. Die Orville empfängt eine Nachricht von Sargas 4. Es ist ein Notruf von Lysella (siehe Episode 7: Mehrheitsprinzip). Sie bittet die Orville-Besatzung sie abzuholen und erhält an Bord Asyl vor dem repressiven System ihres Heimatplaneten. Kelly zeigt Lysella im Simulator das Innere eines Asteroiden und beschreibt die Vielfalt der Union. Nachdem Lysella vom hohen Lebensniveau und der kooperativen Zusammenarbeit aller Besatzungsmitglieder der Orville erfahren hat, fühlt sie sich schuldig, Sargas 4 im Stich gelassen zu haben und will dorthin zurück. Sie versucht, auch technologisches Wissen mitzunehmen. Kelly kann das verhindern und zeigt ihr daraufhin im Simulator den Planeten Gendel 3, der zu einer Ödnis mit mutierten Bewohnern geworden war. Die frühen Unionsforscher hatten ihre Technologie den Bewohnern zur Verfügung gestellt, in der Hoffnung, die Entwicklung voranzutreiben. Daraufhin brachen Kriege aus, und innerhalb von 5 Jahren starben 9 Milliarden Bewohner. Lysella entscheidet sich zu bleiben. Isaac bittet Malloy darum, sein Trauzeuge zu sein und die Hochzeitsrede zu halten. Bortus bietet sich jedoch ebenfalls an, weil er auf Moclus als sehr humorvoll bekannt sei, so dass Isaac nun ihn beauftragt. Isaac bittet auch die Kaylonier, an der Hochzeit teilzunehmen, woraufhin 4000 ihrer Schiffe eintreffen. Die Männer veranstalten einen Junggesellenabend, bei dem Bortus als Elvis auftritt und alle langweilt. Bei den Frauen strippt ein simulierter Kaylonier, und es herrscht eine tolle Stimmung. Die Hochzeit findet in einer Simulation statt, Isaac erscheint dabei erneut in Form eines Menschen. Alara kommt ebenfalls zur Hochzeit. Bortus Rede missglückt, so dass Malloy einspringt und viel Beifall erhält. |           |                             |                     |                          |                                       |                 |                                |